# Список графов Шампани

Герб графов Шампани

Графы Шампани — условное название для всех правителей, управлявших Шампанским регионом с 950 по 1316 гг. Собственно графство Шампань образовалось из графства Труа в конце XI столетия и Гуго I Шампанский был первым, кто официально использовал титул «Графа Шампани». Когда Людовик X стал королём Франции в 1314 году, Шампань стала частью коронных владений. Графы Шампани также наследовали почётный титул пфальцграфа (Франции), именуясь кратко «пфальцграфами Шампани» (лат. comes palatinus Campaniae, фр. comte palatin de Champagne).

## Графы и герцоги Шампани, Труа, Мо и Блуа

### Герцоги Шампани
Первое упоминание о герцогах Шампани (или Кампани) встречается уже во времена меровингского и каролингского правления. Судя по дошедшим до нас данным, герцогство было, по-видимому, создано на основе объединения Реймса, Шалона-сюр-Марн, Лана и Труа (городов и прилегающих территорий). В конце VII и начале VIII веков контроль над Шампанью оказался в руках Пипинидов: сначала Дрого, сына Пипина Геристальского, а затем его сына Арнульфа.
- Луп (до 581)
- Винтрион (585—598)
- Ваймер (675—678)
- Мартин (678—680)
- Дрого (690—708)
- Гримоальд II Младший (708—714)
- Арнульф

### Графы Мо и Труа
| Графы Труа - Алеран (820—852) - Эд I (853—858, 866—871) - Рауль I (858—866), также граф де Понтье - Эд II (871—876) - Роберт I (876—886) - Адалельм (886—894) - Ричард (894—921), также герцог Бургундии - Рауль II (921—936), также герцог Бургундии и король Франции - Юг (936—952), также герцог Бургундии - Жильбер (952—956), также герцог Бургундии |  | Графы Мо - Людовик (862—877), также король Аквитании и король Франции - Теодеберт (877—896) - Герберт I (896—902) - Герберт II (902—943) - Роберт I (943—967), в Труа с 956 |

- Роберт I (Роберт II в Труа), (956—967)
- Герберт II (Герберт III в Мо), (967—995)
- Этьен I (995—1022)
- Эд (Эд I в Мо и Эд III в Труа (1022—1037), также граф Блуа
- Этьен II (1037—1048)
- Эд (Эд II в Мо и Эд IV в Труа) (1048—1066)
- Тибо I (1066—1089), также граф Блуа

| Графы Труа - Эд IV (1089—1093) - Гуго I (1093—1102) |  | Графы Мо и Блуа - Этьен III Анри (1089—1102), также граф Блуа - Тибо II (1102—1151), также граф Блуа, в Шампани с 1125 |

### Графы Шампани
- Гуго I (1102—1125)
- Тибо II (1125—1152)
- Генрих I (1152—1181)
- Генрих II (1181—1197)
- Тибо III (1197—1201)
- Тибо IV (1201—1253)
- Тибо V (1253—1270)
- Генрих III (1270—1274)
- Жанна I (1274—1305)
- Людовик (1305—1316)
- Жанна II (1316—1335)